# A Noiva do Deus da Água
The Bride of Habaek (em coreano:  하백의 신부 2017; Habaegui Sinbu 2017) é uma história derivada de drama sul-coreano de televisão do sunjung manhwa de 2006 Bride of the Water God de Yoon Mi-kyung. A série é estrelada por Shin Se-kyung no papel-título ao lado de Nam Joo-hyuk, Lim Ju-hwan, Krystal Jung e Gong Myung. A série foi ao ar no canal a cabo tvN todas as segundas e terças-feiras às 22:55 (KST) de 3 de julho de 2017 a 22 de agosto de 2017.

## Sinopse
Quando o deus da Terra da Água, Lorde Ha-baek (Nam Joo-hyuk) visita a Terra para recuperar as pedras sagradas necessárias para que ele reivindique o trono do Reino Divino, ele busca a ajuda da neuropsiquiatra So-ah (Shin Se-Kyung), a única descendente restante de uma família de classe média destinada a servi-lo por gerações. Como ela não acredita que ele seja um deus e o confunde com alguém que sofre de uma doença mental, ela inicialmente resiste a ele. No entanto, depois que ela conhece o deus da Terra do Céu, Bi-ryeom, (Gong Myung), a deusa da Terra da Água, Mu-ra (Krystal), e o semideus Hu-ye (Lim Ju-hwan), ela decide ajudá-lo em sua busca.